# Go (Moby)
Go is een nummer van de Amerikaanse dj Moby uit 1991. Het is de eerste single van zijn naar zichzelf vernoemde debuutalbum.
Het nummer haalde de zesde positie in de Nederlandse Top 40. Het is de eerste, en de hoogst genoteerde single die Moby in de Top 40 heeft gehaald. Omdat de Vlaamse Ultratop 50 in 1991 nog niet bestond, en in de Radio 2 Top 30 geen dancenummers worden opgenomen, heeft het nummer in Vlaanderen geen hitlijsten behaald.
Een sample uit het nummer werd in 1992 gebruikt door Jam & Spoon voor hun plaat Stella, die eveneens tot danceklassieker uitgroeit. In 2016 wordt een remix gemaakt door Rex The Dog. 